# Завьяловский район (Алтайский край)
Завья́ловский райо́н — административно-территориальное образование (сельский район) и муниципальное образование (муниципальный район) в Алтайском крае России.
Административный центр — село Завьялово, расположенное в 250 км от Барнаула.

## География
Завьяловский район расположен на западе края, в восточной части Кулундинской равнины. На севере граничит с Баевским, на северо-востоке с Тюменцевским и Мамонтовским, на юге с Романовским, на западе с Благовещенским и Родинским районами. Территория района представляет собой равнинную лесостепь, в понижениях которой расположены многочисленные болота и озёра общей площадью 23,9 тысяч га.
Климат района резко континентальный, умеренно тёплый, слабо увлажнённый. Средняя температура января −18,2 °C, июля +19,2 °C. На территории района расположена цепь озёр в древней ложбине стока, простирающихся с юго-запада на северо-восток от села Камышенка до села Овечкино (озёра Грачиное, Артельное, Старинное, Кривое, Бакланье и другие). Группа озёр в северо западной части района (озёра Модино, Глубокое, Сладкое, Курневатое и другие).
По территории района протекает река Кулунда. Почвы — чернозёмы. Лесная растительность района представлена берёзовыми и осиновыми колками. На северо-восток от райцентра Завьялово до границы с Тюменцевским районом тянется полоса ленточного соснового бора. Травянистая растительность типично степная. Наиболее распространёнными растениями являются ковыль волосатик, типчак, тонконог, морковник, полынь австрийская, полынь сиверса.

## Население
| 1959    | 1996    | 1997    | 1998    | 1999    | 2000    | 2001    | 2002    | 2003    | 2004    | 2005    | 2006    |
| ------- | ------- | ------- | ------- | ------- | ------- | ------- | ------- | ------- | ------- | ------- | ------- |
| 24 421  | ↘22 900 | →22 900 | ↗23 000 | ↘22 900 | →22 900 | ↘22 700 | ↘22 500 | ↘22 368 | ↘22 270 | ↘22 247 | ↘22 082 |
| 2007    | 2008    | 2009    | 2010    | 2011    | 2012    | 2013    | 2014    | 2015    | 2016    | 2017    | 2018    |
| ↘21 868 | ↘21 757 | ↘21 244 | ↘19 305 | ↘19 266 | ↘18 999 | ↘18 753 | ↘18 432 | ↘18 354 | ↘18 230 | ↘18 215 | ↘17 964 |
| 2019    | 2020    | 2021    |         |         |         |         |         |         |         |         |         |
| ↘17 531 | ↘17 293 | ↘16 073 |         |         |         |         |         |         |         |         |         |

### Национальный состав[16]
| национальность | мужчин | женщин | всего  | %    |
| -------------- | ------ | ------ | ------ | ---- |
| русские        | 9 593  | 10 494 | 20 287 | 90,6 |
| немцы          | 559    | 610    | 1 169  | 5,2  |
| украинцы       | 294    | 383    | 677    | 3    |
| белорусы       | 42     | 66     | 108    | 0,48 |
| армяне         | 41     | 35     | 76     | 0,34 |
| татары         | 21     | 20     | 41     | 0,18 |
| азербайджанцы  | 23     | 9      | 32     | 0,14 |
| молдаване      | 9      | 10     | 19     | 0,08 |

## Административно-муниципальное устройство
Завьяловский район с точки зрения административно-территориального устройства края включает 12 административно-территориальных образований — 12 сельсоветов.
Завьяловский муниципальный район в рамках муниципального устройства включает 12 муниципальных образований со статусом сельских поселений:
| №  | Сельское поселение      | Административный центр | Количество населённых пунктов | Население (чел.) | Площадь (км²) |
| -- | ----------------------- | ---------------------- | ----------------------------- | ---------------- | ------------- |
| 1  | Гилёвский сельсовет     | село Гилёвка           | 1                             | ↘1130            | 160,44        |
| 2  | Глубоковский сельсовет  | село Глубокое          | 3                             | ↘1581            | 304,39        |
| 3  | Гоноховский сельсовет   | село Гонохово          | 2                             | ↘1699            | 265,17        |
| 4  | Завьяловский сельсовет  | село Завьялово         | 2                             | ↘6421            | 302,91        |
| 5  | Камышенский сельсовет   | село Камышенка         | 1                             | ↘842             | 128,46        |
| 6  | Малиновский сельсовет   | посёлок Малиновский    | 1                             | ↘1184            | 21,71         |
| 7  | Овечкинский сельсовет   | село Овечкино          | 2                             | ↘634             | 199,37        |
| 8  | Светловский сельсовет   | село Светлое           | 1                             | ↘459             | 136,77        |
| 9  | Тумановский сельсовет   | посёлок Тумановский    | 1                             | ↗307             | 128,83        |
| 10 | Харитоновский сельсовет | село Харитоново        | 1                             | ↘897             | 251,06        |
| 11 | Чернавский сельсовет    | село Чернавка          | 2                             | ↘482             | 129,96        |
| 12 | Чистоозёрский сельсовет | село Чистоозёрка       | 1                             | ↘1168            | 194,80        |

### Населённые пункты
В Завьяловском районе 18 населённых пунктов.
| №  | Населённый пункт | Тип                     | Население | Сельское поселение      |
| -- | ---------------- | ----------------------- | --------- | ----------------------- |
| 1  | Александровка    | посёлок                 | ↗231      | Чернавский сельсовет    |
| 2  | Гилёвка          | село                    | ↘1130     | Гилёвский сельсовет     |
| 3  | Глубокое         | село                    | ↘1508     | Глубоковский сельсовет  |
| 4  | Гонохово         | село                    | ↘1787     | Гоноховский сельсовет   |
| 5  | Добрая Воля      | посёлок                 | ↘91       | Гоноховский сельсовет   |
| 6  | Завьялово        | село                    | ↘6258     | Завьяловский сельсовет  |
| 7  | Камышенка        | село                    | ↘842      | Камышенский сельсовет   |
| 8  | Краснодубровский | посёлок                 | ↘163      | Завьяловский сельсовет  |
| 9  | Малиновский      | посёлок                 | ↘1184     | Малиновский сельсовет   |
| 10 | Новокуликовский  | посёлок                 | ↘116      | Глубоковский сельсовет  |
| 11 | Овечкино         | село                    | ↘618      | Овечкинский сельсовет   |
| 12 | Овечкино         | железнодорожная станция | ↘120      | Овечкинский сельсовет   |
| 13 | Светлое          | село                    | ↘459      | Светловский сельсовет   |
| 14 | Соболи           | посёлок                 | ↗108      | Глубоковский сельсовет  |
| 15 | Тумановский      | посёлок                 | ↗307      | Тумановский сельсовет   |
| 16 | Харитоново       | село                    | ↘897      | Харитоновский сельсовет |
| 17 | Чернавка         | село                    | ↘385      | Чернавский сельсовет    |
| 18 | Чистоозёрка      | село                    | ↘1168     | Чистоозёрский сельсовет |

### Упразднённые населённые пункты
10 июня 2009 года был упразднён разъезд Невский Светловского сельсовета.
В 2010 году был упразднён разъезд Лобзоватый Глубоковского сельсовета.

## История
15 января 1944 года 6 сельсоветов Завьяловского района были переданы в новый Петропавловский район.

## Экономика
Основное направление экономики — сельское хозяйство.
В 1989 году территория в 8 км от села Завьялово в районе озёра Солёное (Горькое) признана курортной местностью и может быть использовано для лечения. Оздоровливающие факторы: эффект минеральной воды, радона, лечебные грязи, белая глина, а также лечебный воздух соснового бора. Однако, полноценная санаторная инфраструктура не развита. В 2006 году в Завьяловском районе, по некоторым оценкам, отдохнули и подлечились 220 тысяч человек. На настоящий момент функционирует несколько баз отдыха в районе посёлка Светлый, где могут размещаться несколько тысяч человек одновременно. Размещение на базах, в основном, в палатках и летних домиках. Есть и комфортабельные дома. Кроме того местные жители сдают жильё в туристический сезон. Инвесторы планируют строительство санаториев и грязелечебниц.

### Транспорт
Территорию района в направлении с востока на запад пересекает железная дорога «Барнаул — Кулунда». Район имеет разветвлённую сеть автомобильных дорог.

## Люди, связанные с районом
- Андреев, Георгий Федосеевич (1922, село Глубокое — 1945) — участник Великой Отечественной войны, Герой Советского Союза